# Bartlett (New Hampshire)
Bartlett ist ein Ort im Carroll County in New Hampshire in den USA. Der Bevölkerungszahl betrug 3200 nach dem Zensus von 2020. Bartlett umfasst die Dörfer Glen, Lower Bartlett und Intervale. Er liegt in den White Mountains, umgeben vom White Mountain National Forest. Außerdem liegt dort das Attitash-Wintersportgebiet.

## Geschichte
Angesiedelt nach 1769 und incorporated 1790, ist der Ort nach Josiah Bartlett benannt, dem ersten Chief Executive Officer, der den Titel Governor trug, einem Repräsentanten im Kontinentalkongress und einem der ersten, der die Unabhängigkeitserklärung von New Hampshire unterzeichnete, wobei er seinen Namen direkt unter dem von John Hancock platzierte. Bartlett gründete 1791 die New Hampshire Medical Society.
Der Ort hat zwei überdachte Brücken. Der spektakuläre Blick zu den White Mountains verhalf dem Tourismus zur Haupteinnahmequelle. 1954 eröffnete Story Land, ein Themenpark für kleine Kinder, in Glen. Das Attitash-Wintersportgebiet wurde in den 1960er Jahren eröffnet und war das größte Wintersportgebiet in New Hampshire. Die Conway Scenic Railroad, eine Museumsbahn nahe North Conway, unterhält täglich einen Zug zum Ort für Besichtigungen.

## Geografie
Nach dem United States Census Bureau hat der Ort eine Gesamtfläche von 195 km², wovon 0,01 % Wasserflächen sind. Bartlett liegt im Wassereinzugsgebiets des Saco Rivers und des Ellis Rivers. Der höchste Punkt in Bartlett ist der Mount Tremont mit 1.028 m über dem Meeresspiegel. Mount Parker, mit 916 m, liegt im Norden und der Bear Mountain, mit 975 m, liegt an der Südgrenze.

## Trivia
Die TV-Serie The West Wing – Im Zentrum der Macht enthält einen Charakter namens Josiah Bartlet, einem fiktionalen Nachkommen des realen Josiah Bartlett, nach dem Ort benannt ist.